# Boïko Borissov
Pour les articles homonymes, voir Borissov.
Boïko Metodiev Borissov (en bulgare : Бойко Методиев Борисов ; SBOTCC : Boyko Metodiev Borisov ; API : /ˈbɔjko mɛˈtɔdiɛf boˈrisof/), né le 13 juin 1959, est un homme d'État bulgare. Fondateur du parti de centre droit Citoyens pour le développement européen de la Bulgarie (GERB), il est Premier ministre pendant un total de dix années entre 2009 et 2021 (de juillet 2009 à mars 2013, de novembre 2014 à janvier 2017, puis de mai 2017 à mai 2021).
Du temps de la Bulgarie communiste, il est officier de la police secrète, le Comité pour la sécurité d'État. En 1990, après la chute du communisme, il fonde une société de sécurité privée et il devient garde du corps de Todor Jivkov, l'ancien dictateur. Il devient, onze ans plus tard, secrétaire général de la Police nationale sous le gouvernement de Simeon Sakskoburggotski, l'ancien tsar.
Élu en 2005 député puis maire de Sofia sous les couleurs du Mouvement national pour la stabilité et le progrès (NDSV), il fonde l'année suivante le parti GERB. Il mène cette formation à la victoire aux élections législatives de 2009 puis forme un gouvernement minoritaire avec le soutien des populistes et nationalistes. Il présente sa démission de la tête du gouvernement en 2013, après d'importantes manifestations contre le coût de la vie.
En 2014, il revient au pouvoir dans le cadre d'une coalition gouvernementale centriste, mais quitte ses fonctions en 2017, à la suite de l'élection à la présidence de la République de Roumen Radev, soutenu par le Parti socialiste bulgare. Après les élections législatives anticipées de 2017, il retrouve la tête du gouvernement pour un troisième mandat, s’alliant avec le parti nationaliste les Patriotes unis.
Lors des élections législatives d’avril 2021, qui se tiennent en pleine pandémie de Covid-19 et après des mois de manifestations d’ampleur dénonçant la corruption et une justice aux ordres du gouvernement, le parti de Boïko Borissov arrive en tête mais perd des sièges et se retrouve sans alliés potentiels au Parlement.
Lui et son entourage sont régulièrement accusés de favoriser la corruption en Bulgarie.

## Biographie

### Famille et vie privée
Boïko Borissov est petit-fils du maire de Bankya qui fut exécuté par les communistes en 1944 pour avoir collaboré avec le Troisième Reich. 
De confession orthodoxe, il est marié avec Stela Borissova, puis partage sa vie avec Tsvetelina Borislavova.
Féru de karaté depuis 1980, ce qui l'amène à faire la rencontre d'Alexeï Petrov, il est pendant un temps entraîneur de l'équipe nationale bulgare de karaté. Borissov aime le judo:106.

### Carrière de policier
Boïko Borissov étudie à l’école de la police secrète bulgare (Comité pour la sécurité d'État). Entre 1982 et 1990, il fait partie d'une unité de pompiers contrôlée par le ministère de l'Intérieur (en). En 1985, il devient lieutenant dans la hiérarchie du ministère de l'Intérieur et commande une unité de mille hommes. Il est dépêché pour « maintenir l'ordre » dans les communes dans lesquelles se déroule la campagne de renommage forcé contre les Bulgares turcs (le « processus de régénération »). Il a une fonction similaire en 1989, lors du nettoyage ethnique des Turcs de Bulgarie (la « Grande Excursion »):119, 148. En 2008, il déclare que c'étaient les méthodes, et non le but, qui avaient été l'erreur du processus de régénération de 1984–1989:65.
Après avoir quitté en 1990 le ministère de l'Intérieur, il fonde une société privée de sécurité, comptant notamment parmi ses clients le secrétaire général du comité central du Parti communiste bulgare Todor Jivkov et Simeon Sakskoburggotski (l'ancien tsar de Bulgarie Siméon II). Sa société Ippon-1 est créée en 1991 ; l'entreprise tire son nom du terme d'arts martiaux pour « un point entier » (一本, ippon):91, 106.
Il commence à travailler comme garde du corps de Jivkov lorsque celui-ci est libéré de prison, en juin 1990. Il reste à son service jusqu’à la mort de l'ex-dictateur, en 1998:91.

### Haut fonctionnaire
Après l'arrivée au pouvoir de Simeon Sakskoburggotski en 2001, Boïko Borissov devient secrétaire général de la police,:91 Le Premier ministre promut Borissov au rang de colonel du ministère de l'Intérieur:91.
Le 7 septembre 2001, Borissov inaugure un monument à Jivkov dans le village natal de l’ancien chef de l’État à Pravetz (le monument en bronze avait été installé pour la première fois en 1987, à l'époque communiste, mais avait été retiré en 1988). La cérémonie de remplacement se déroule en présence de Gueorgui Parvanov, candidat du Parti socialiste bulgare à l'élection présidentielle bulgare de 2001 (en):151–153.
Boïko Borissov est promu major général en 2002 et lieutenant général en 2004. Il quitté le ministère de l'Intérieur en 2005 et prend sa retraite avec le grade de major général:91. Selon le journaliste allemand Jürgen Roth, il est en partie responsable de la guerre des clans mafieux qui ensanglante Sofia à cette période.

## Parcours politique

### Député et maire de Sofia (2005–2009)

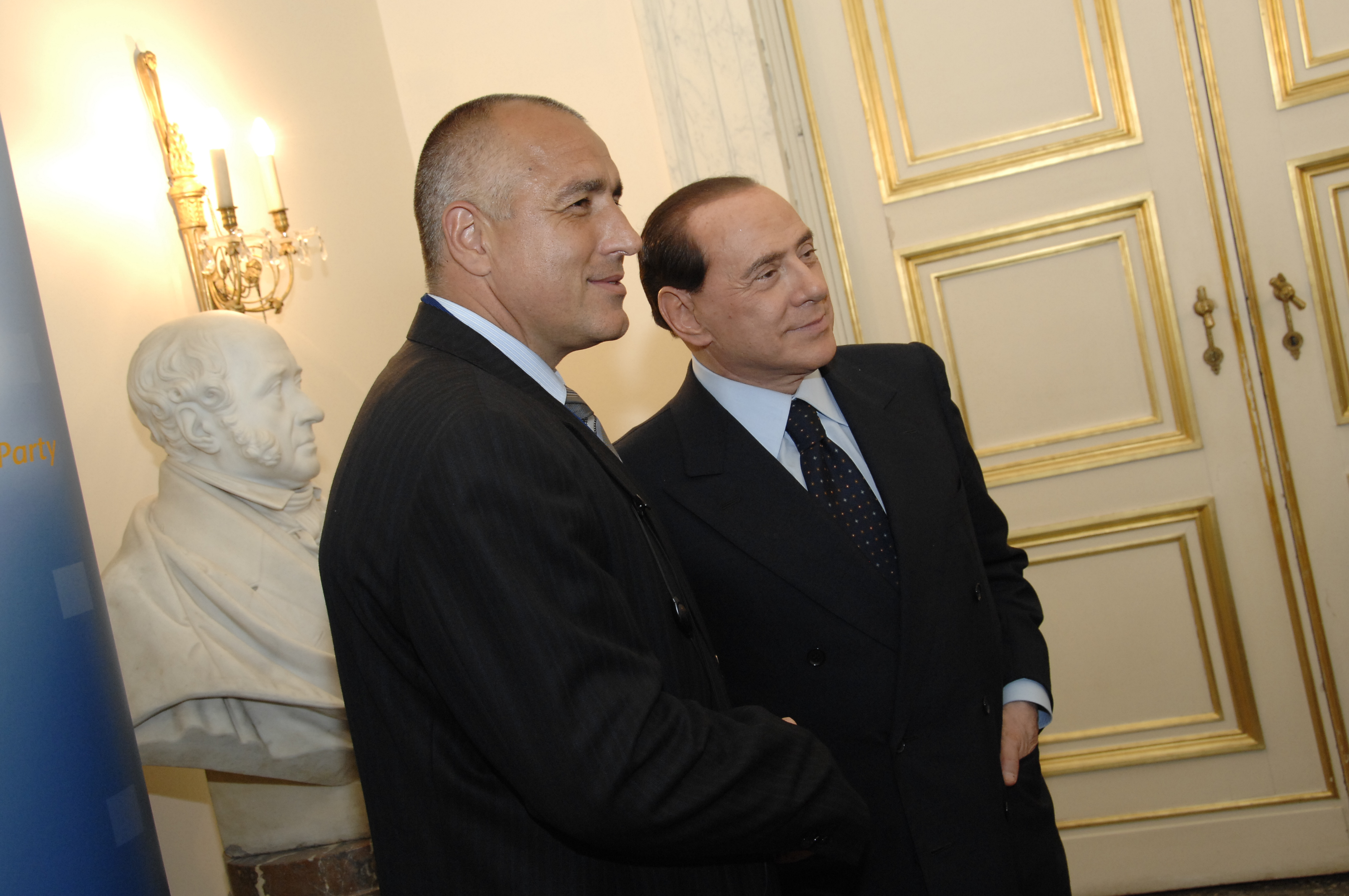
Boïko Borissov et Silvio Berlusconi (congrès du Parti populaire européen, Bruxelles, 19 juin 2008).

Lors des élections législatives de juin 2005, il se présente dans deux circonscriptions différentes, sous les couleurs du Mouvement national Siméon II et est élu. Il décide de ne pas siéger au Parlement afin de conserver ses fonctions au ministère de l'Intérieur. Cependant, il en est relevé le 19 septembre suivant.
Il se présente en octobre 2005 à la mairie de Sofia. Il remporte l'élection municipale et succède à Minko Guerdjikov, devenu maire par intérim à la suite de la démission de Stefan Sofiyanski, qui avait décidé de se consacrer exclusivement à sa fonction de parlementaire.

### Création du parti GERB (2006)
Le 3 décembre 2006, il fonde les Citoyens pour le développement européen de la Bulgarie (GERB), parti de centre droit dont il confie la présidence à Tsvetan Tsvetanov, ancien adjoint au maire de Sofia ; mais il en demeure en réalité le vrai dirigeant de la formation. Lors des élections européennes spéciales de 2007, la liste des GERB arrive de peu devant celle de la Coalition pour la Bulgarie (KZB), soutenue par le Premier ministre socialiste Sergueï Stanichev. Son parti s'impose de nouveau aux élections européennes de 2009, avant de remporter 117 sièges sur les 240 de l'Assemblée nationale lors des élections législatives qui suivent.

### Premier mandat de Premier ministre (2009–2013)

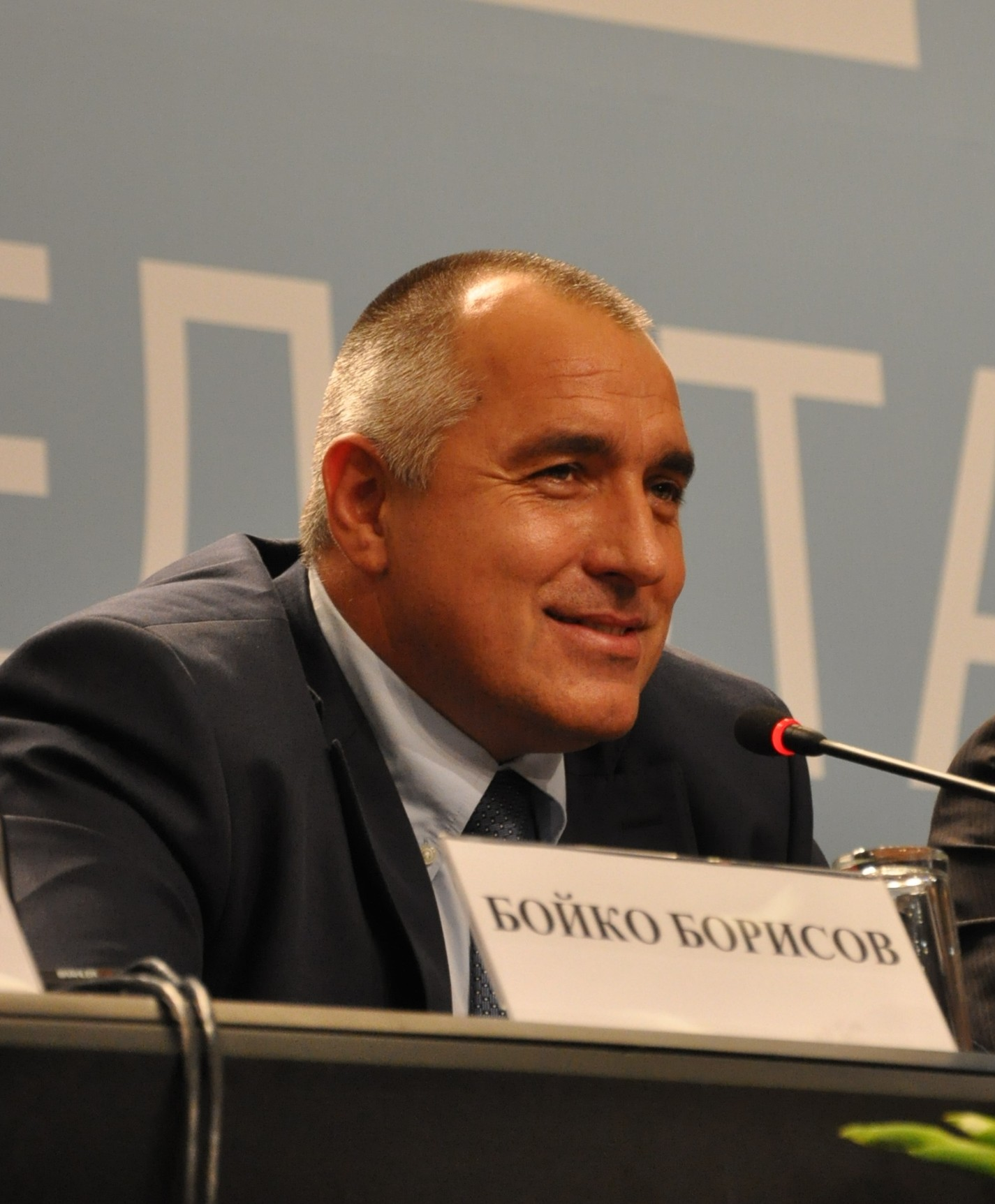
Boïko Borissov en 2009.

Le 16 juillet 2009, à la suite des élections législatives, Boïko Borissov est désigné Premier ministre par le président de la République, Gueorgui Parvanov. Il prend ses fonctions le 27 juillet 2009, à la tête d'un gouvernement minoritaire soutenu par l'Union nationale Attaque, la Coalition bleue (ZS) et le parti Ordre, loi et justice (RZS).
Lors du congrès des GERB organisé le 10 janvier suivant, il est élu à l'unanimité président du parti. Seulement neuf jours plus tard, il doit faire face au retrait de la candidate bulgare pour la nouvelle Commission européenne, Roumiana Jeleva, qui démissionne également de sa fonction de ministre des Affaires étrangères.
En avril 2010, il perd le soutien des dix députés de RZS, qui s'opposent à la procédure de destitution lancée, finalement sans succès, contre le président Gueorgui Parvanov par les GERB, les nationalistes de l'Union nationale Attaque et la Coalition bleue. Cette dernière finit également par prendre ses distances avec lui dans la seconde moitié de la même année,.

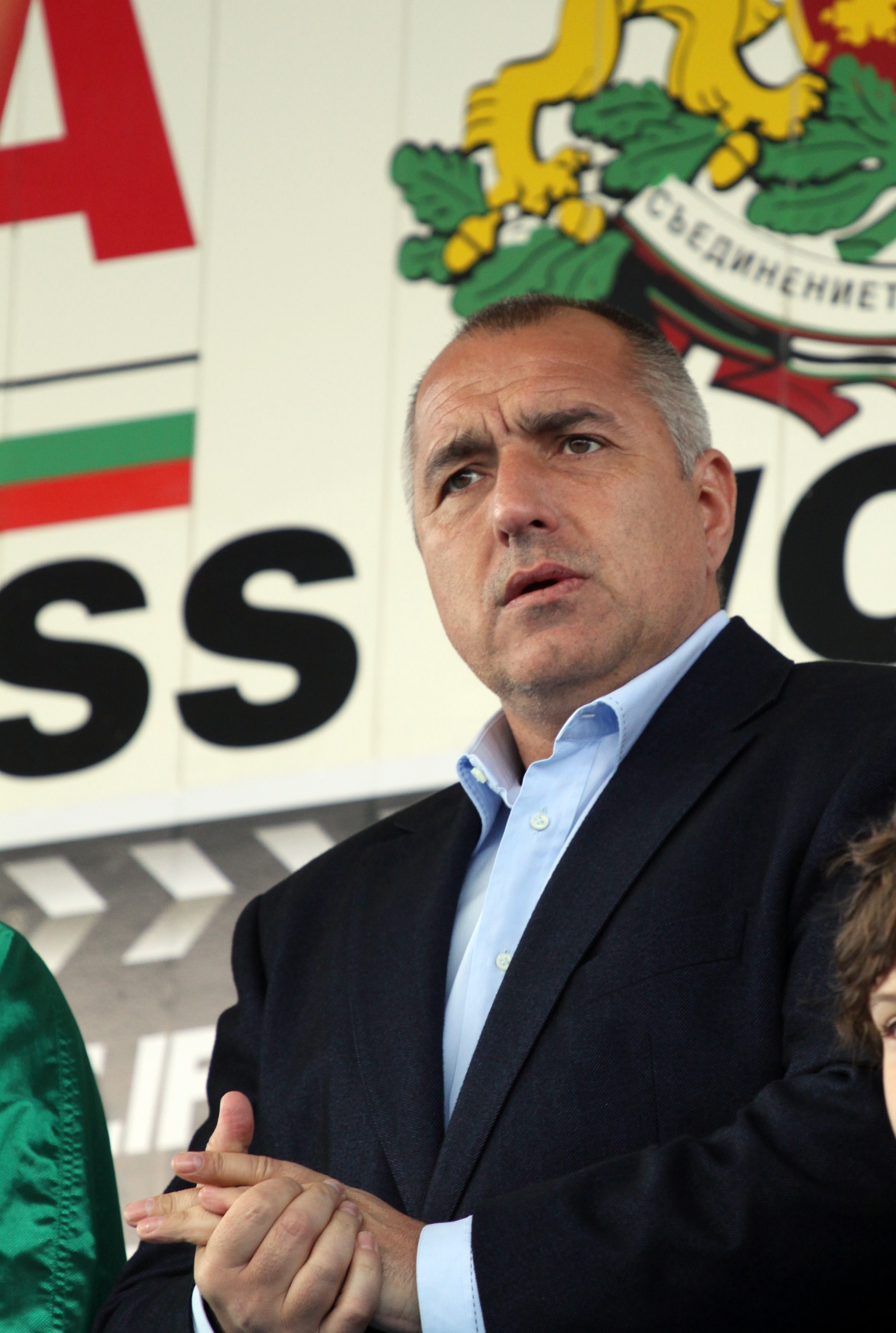
Boïko Borissov en 2011.

En mai 2011, il renonce à se porter candidat à l'élection présidentielle d'octobre. Le mois suivant, il échappe à une motion de censure déposée par l'opposition de centre gauche, grâce à l'abstention de l'Union nationale Attaque et de la Coalition bleue. Mais le 11 juillet suivant, le président d’Ataka, Volen Nikolov Siderov, annonce qu'il retire à son tour son soutien au gouvernement, un jour après qu'un député indépendant, ancien membre de RZS, a fait savoir que lui et quinze autres parlementaires sans parti s'apprêtaient à fonder une nouvelle formation appuyant l'action du parti au pouvoir. À la suite de la victoire de Rossen Plevneliev, candidat des GERB à l'élection présidentielle, Borissov fait savoir que, contrairement à ce qu'il avait annoncé, il n'a pas l'intention d'être candidat lors du scrutin de 2016, mais qu'il compte être candidat à un second mandat lors des prochaines élections législatives, prévues en 2013.
Le 20 février 2013, alors que l'Assemblée nationale doit se prononcer sur le remplacement du vice-Premier ministre et ministre des Finances, Siméon Djankov, Borissov annonce la démission de son gouvernement, à la suite d'importantes manifestations dans les grandes villes du pays contre la hausse des prix de l'électricité, alors qu'il avait déclaré la veille qu'une démission aurait des « conséquences catastrophiques ». Un vote est prévu, le lendemain, au Parlement pour confirmer la fin des fonctions du gouvernement, qui continuera cependant d'expédier les affaires courantes jusqu'à son remplacement. Un gouvernement intérimaire, dont il ne sera pas membre, devrait alors être nommé, afin de conduire le pays jusqu'aux élections législatives de l'été, même si le scrutin pourrait être avancé de quelques mois.
Quelques heures plus tard, la vice-présidente du groupe GERB à l'Assemblée, puis le socialiste Sergueï Stanichev, font savoir que leurs groupes parlementaires respectifs refuseront le mandat de formation du gouvernement que le chef de l'État sera amené à leur confier,. Il ne participe pas au débat parlementaire qui se tient le lendemain à l'Assemblée, de même que Djankov, sur la démission de son équipe. L'Assemblée valide finalement cette décision, par 209 voix contre 5.

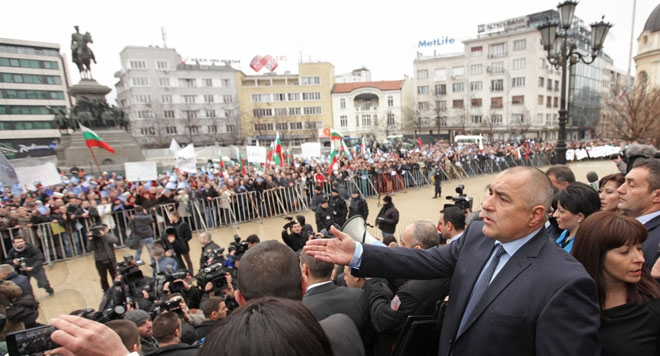
Boïko Borissov le jour de sa démission, le 20 février 2013.

Il est remplacé, le 13 mars, par l'ambassadeur de Bulgarie en France, Marin Raïkov.

### Élections législatives de 2013
Lors des élections législatives du 12 mai suivant, Borissov est de nouveau chef de file des GERB. Le parti arrive en tête avec 97 députés, soit vingt de moins qu'en 2009, devant la Coalition pour la Bulgarie (KZB) de Sergueï Stanichev et Plamen Orecharski, le Mouvement des droits et des libertés (DPS) de Lütfi Mestan et l'Union nationale Attaque (Ataka) de Volen Nikolov Siderov. Cependant, ces trois formations annoncent qu'elles refusent de soutenir un nouveau gouvernement des GERB.

### Élections législatives de 2014
Finalement, de nouvelles élections législatives sont convoquées pour le 5 octobre 2014. Les GERB arrivent une nouvelle fois en tête, avec une majorité relative de 84 députés et étant la seule force politique à engranger plus d'un million de voix. Afin d'accéder de nouveau au pouvoir, Boïko Borissov s'associe avec les libéraux du Bloc réformateur (RB) et les sociaux-libéraux de l'Alternative pour la renaissance bulgare (ABV) et forme avec ses deux formations un gouvernement de coalition. Les nationalistes du Front patriotique (NF) et les populistes de la Bulgarie sans censure (BBT) lui apportent également un soutien sans participation.

### Deuxième mandat de Premier ministre (2014–2017)

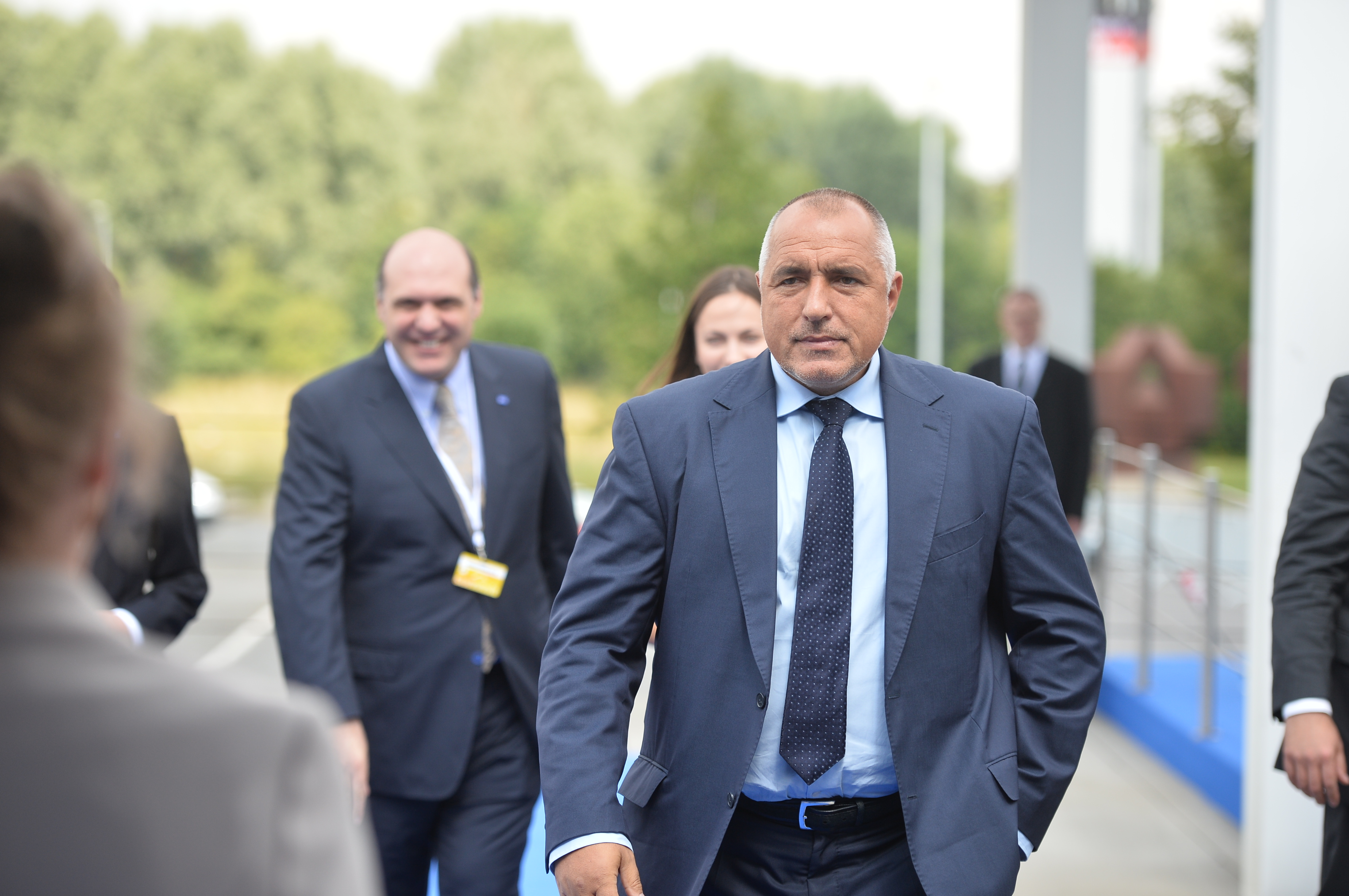
Boïko Borissov (congrès du PPE, Courtrai, juin 2014).

Sa nouvelle désignation comme Premier ministre est approuvée le 7 novembre 2014, par 149 voix contre 85, le Parti socialiste bulgare, le Mouvement des droits et des libertés et l'Union nationale Attaque s'y opposant. Quelques minutes plus tard, son gouvernement de vingt membres, dont quatre vice-Premiers ministres, est validé avec une majorité moindre de 136 suffrages favorables contre 97.
En 2014, il condamne la politique d'assimilation forcée de 1984–1989 et parle publiquement de Türkan Hasan, un nourrisson écrasé par un tank bulgare le 26 décembre 1984:106. Il observe, le 9 mars 2015, la commémoration du 30e anniversaire de l'attentat de la gare (bg) de Bunovo (bg):118. 
Il perd en décembre 2015 l'appui de dix députés du Bloc réformateur, six des Démocrates pour une Bulgarie forte (DSB) et quatre sans étiquette. Environ six mois plus tard, le 10 mai 2016, l'ABV fait savoir qu'elle se retire du gouvernement afin d'exprimer ses désaccords sur les objectifs politiques poursuivis. Le lendemain, le vice-président des GERB Tsvetan Tsvetanov indique que Borissov ne songe pas à déclencher des élections anticipées.
Après que les GERB ont perdu l'élection présidentielle du 13 novembre 2016 face au candidat du Parti socialiste, Borissov remet sa démission qui est acceptée trois jours plus tard par 218 voix pour, aucune contre et aucune abstention à l'Assemblée nationale. Il est remplacé le 27 janvier 2017 par l'indépendant Ognyan Guerdjikov.

### Élections législatives de 2017
À la suite de l'élection du socialiste Roumen Radev à la présidence de la République le 13 novembre 2016 et la démission de Borissov, des élections législatives anticipées sont convoquées le 26 mars 2017. Son parti arrive en tête du scrutin.

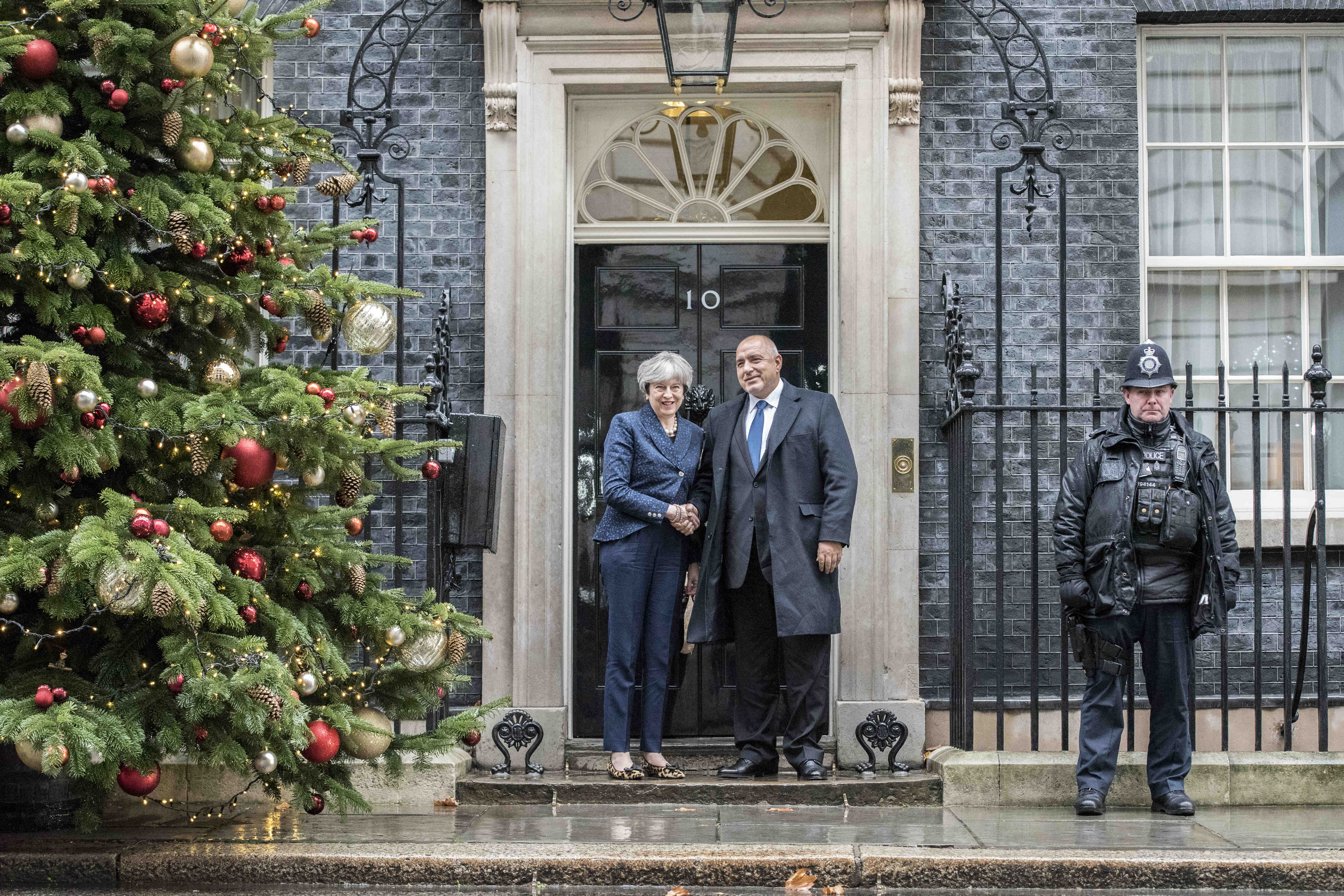
Boïko Borissov avec Theresa May (10 Downing Street, Londres, 11 decembre 2017).

### Troisième mandat de Premier ministre (2017–2021)
Le 26 avril 2017, après avoir formé une coalition avec les Patriotes unis, à tendance nationaliste, il est chargé de former un gouvernement. Il redevient Premier ministre le 4 mai 2017.
À partir de mars 2020, son gouvernement doit gérer les conséquences de la pandémie de Covid-19 en Bulgarie, procédant à des confinements et restrictions économiques.

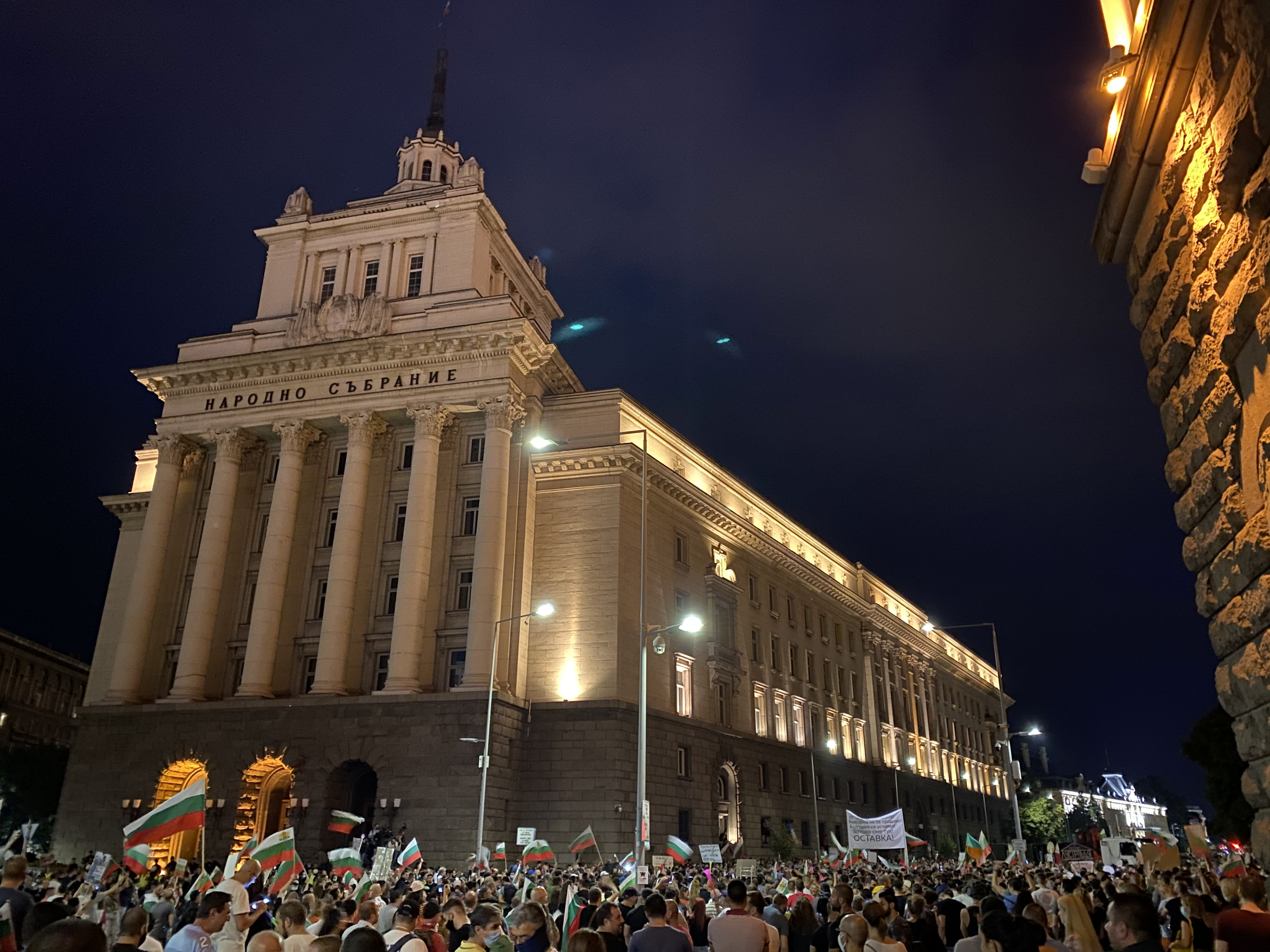
Manifestants réclamant en 17 juillet 2020 la démission de Borissov.

À l’été 2020, il est confronté à d’importantes manifestations dénonçant la corruption et la mainmise du gouvernement sur la justice. Le 6 août, il suggère de démissionner en échange du maintien de son parti au pouvoir jusqu'aux élections législatives bulgares de 2021. Une semaine plus tard, il réitère cette proposition en échange de la convocation d'une « Grande Assemblée nationale » chargée de rédiger une nouvelle Constitution ; il propose également de réduire le nombre de parlementaires, et de limiter les pouvoirs du Premier ministre et du parquet. La proposition est rejetée par le président de la République, les manifestants, l'opposition et les partenaires de coalition de GERB,.

### Départ du pouvoir

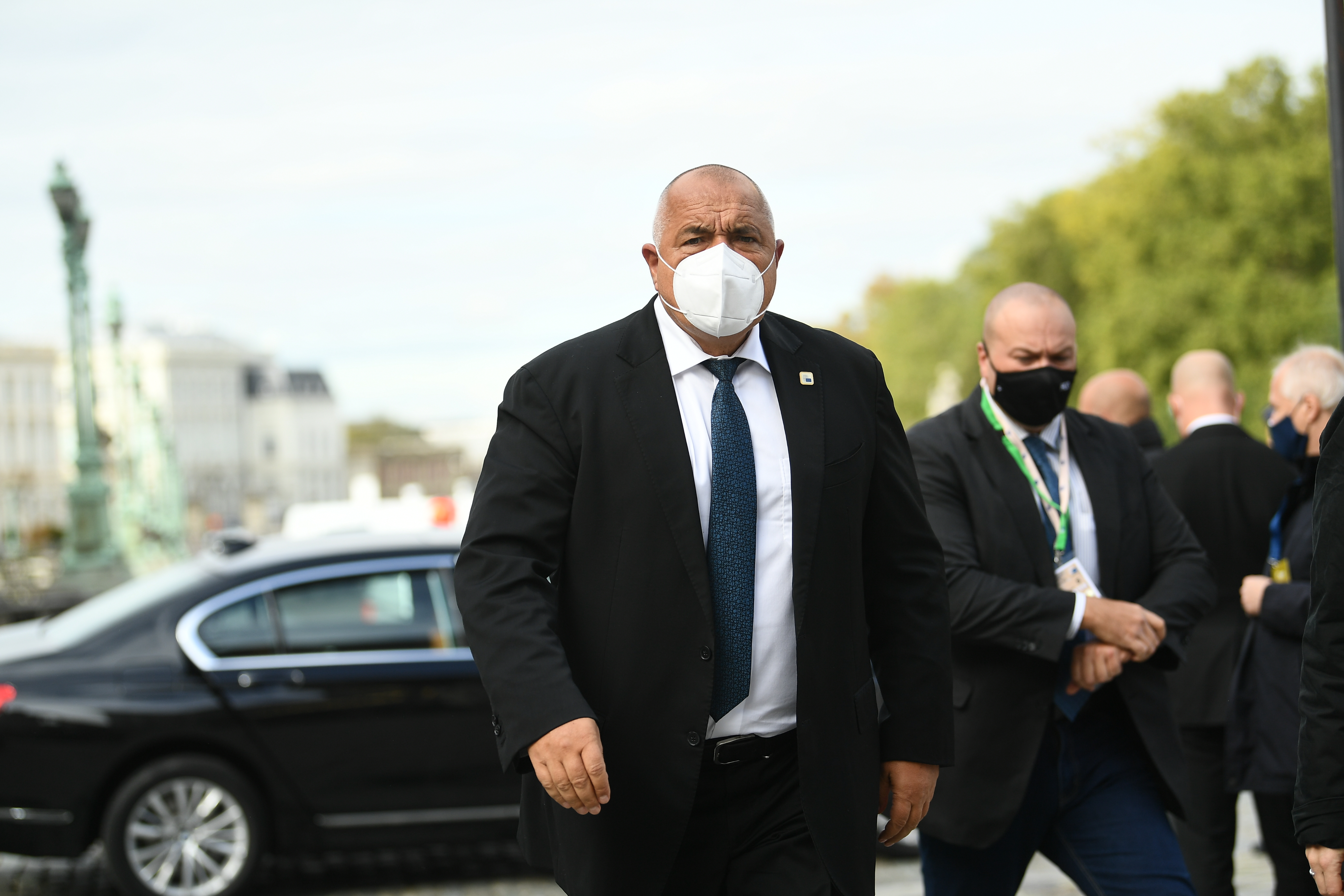
Boïko Borissov en octobre 2020).

À l'issue des élections législatives du 4 avril 2021, le GERB-SDS reste la première formation, mais ne rassemble plus que 26 % des suffrages exprimés, soit sept points de moins qu'en 2017, tandis qu’aucune autre formation de droite ou d’extrême droite du gouvernement sortant (VMRO-BND, Volya, NFSB, qui partaient cette fois divisés) ne parvient à obtenir des sièges. Les partis centristes et anti-corruption Il y a un tel peuple (ITN) du chanteur et présentateur de télévision Slavi Trifonov et Bulgarie démocratique (DB) arrivent respectivement en deuxième (18 %) et quatrième (9 %) position. De son côté, le Parti socialiste bulgare se classe troisième (15 %), réalisant son plus mauvais résultat depuis la chute du communisme.
Se retrouvant sans partenaires potentiels à l’Assemblée nationale, Boïko Borissov remet la démission de son gouvernement le 16 avril. Le président Radev charge ensuite la coalition GERB-SDS de former un gouvernement, Borissov ayant entre-temps choisi pour successeur l'ancien ministre des Affaires étrangères Daniel Mitov ; mais ce dernier admet rapidement l'incapacité de sa formation à constituer une coalition. Dans les jours qui suivent, ITN puis le BSP reçoivent la tâche de former un gouvernement, sans parvenir à réunir le nombre de députés nécessaire pour gouverner de façon stable. Ces trois échecs successifs ouvrent la voie à la convocation d'élections anticipées pour juillet 2021. Stefan Yanev constitue un gouvernement technique dans l'intervalle.
Les secondes élections législatives, tenues le 11 juillet, ne sont pas plus concluantes. ITN arrive cette fois en tête du scrutin avec 24 % des voix et reçoit la charge de former le gouvernement, mais se retire le mois suivant de la composition du gouvernement désigné, signant l'échec de la première tentative d'investiture. Le président désigne pour sa deuxième tentative le parti arrivé en seconde place, à savoir le GERB, qui propose une nouvelle fois Daniel Mitov. Ce dernier retourne son mandat le jour même. Le BSP rejette aussi la tentative proposée, ce qui conduit le pays vers de troisièmes élections en un an, qui sont fixées le jour du premier tour de l'élection présidentielle. Dans l'intervalle, Stefan Yanev est reconduit le 16 septembre à la tête d'un gouvernement presque identique au précédent. À ceci près que deux ministres de tendance libérale, Kiril Petkov et Assen Vassilev, démissionnent pour créer Nous continuons le changement (PP), qui se présente comme anti-corruption, et s'associe à des mouvements pro-européens tels que Volt Bulgaria.
Les élections de novembre donnent cette fois une majorité aux réformistes associés aux manifestations anti-Borissov. Le GERB-SDS conserve 22,4% des voix et 59 sièges mais ne peut constituer de majorité. C'est Kiril Petkov qui dirige un gouvernement quadripartite PP-ITN-BSP-DB.

## Accusations de corruption

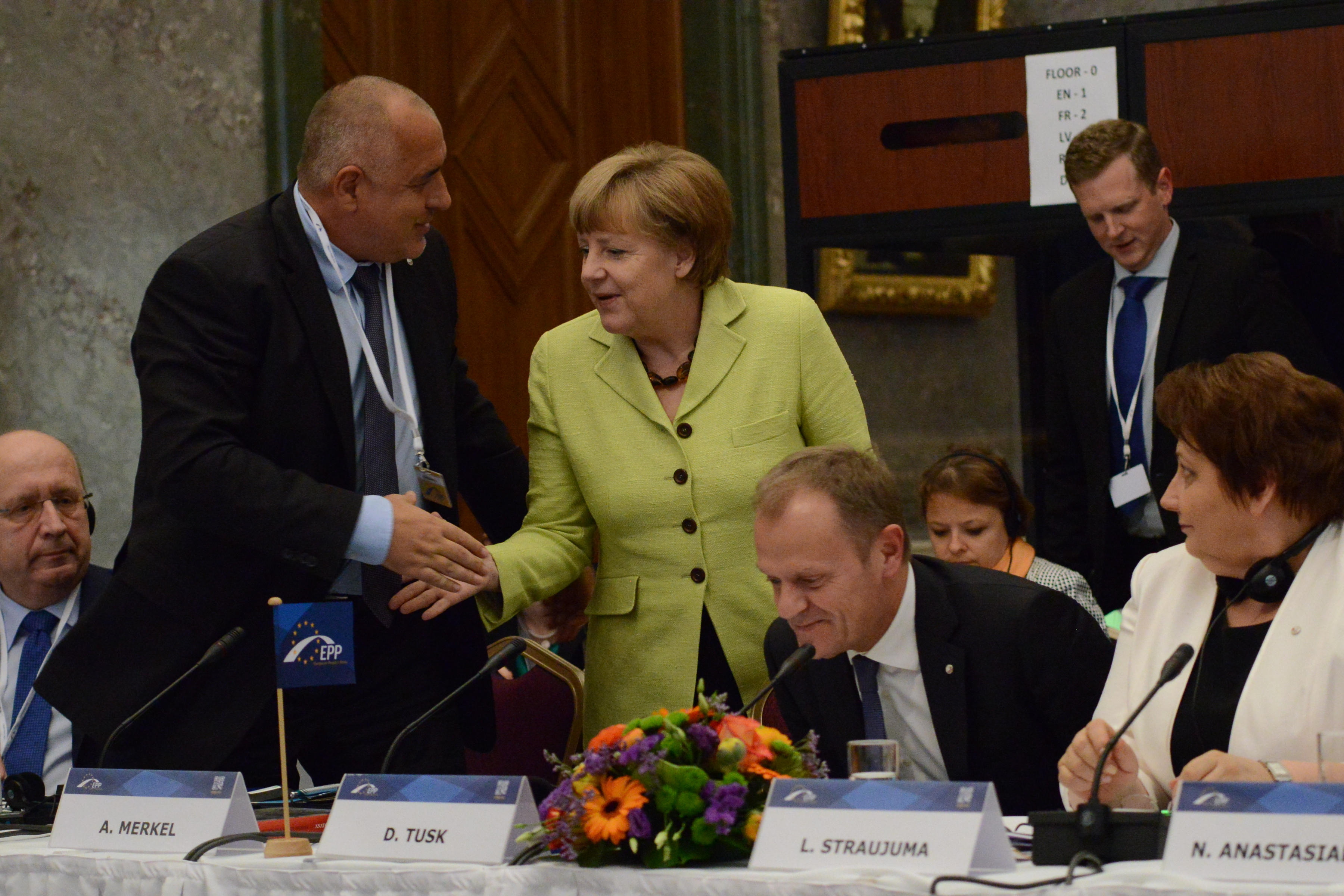
Boïko Borissov saluant la chancelière allemande Angela Merkel, l’un de ses fidèles soutiens au sein de l’Union européenne (congrès du PPE, Riga, mai 2015).

Boïko Borissov est considéré comme la « clé de voûte des dérives mafieuses du pays » pour le magazine français L'Express. La corruption se serait étendue sous son gouvernement, faisant de la Bulgarie le pays de l'Union européenne le plus mal classé par l'ONG Transparency International. Le Premier ministre et son entourage profiteraient en particulier d'un système de détournement des fonds structurels européens attribués pour la construction d'autoroutes. 
La politologue Evgenii Dainov indique : « [Boïko Borissov] a imposé la structure féodale d'un gang dont il est le boss, avec ses lieutenants autour de lui et des chefs locaux, dont certains possèdent des antécédents criminels. Leur objectif : tirer un profit privé des fonds publics. » En dépit de la divulgation de documents compromettants, tels que des enregistrements audios ou des photos prises par l'une de ses maîtresses montrant de nombreuses liasses de billets de 500 euros dans un tiroir, la justice bulgare n'a jamais ouvert d’enquête à ce sujet.
La Bulgarie n'a également jamais été sanctionnée par l'Union européenne, ce que certains analystes attribuent à la proximité de Boïko Borissov avec la chancelière allemande Angela Merkel et le Parti populaire européen. Néanmoins, un rapport de la Commission sur l’État de droit, puis une résolution du Parlement européen ont dénoncé le « détournement systémique » des subventions européennes, l’absence d'indépendance de la justice, ainsi que la mise au pas des médias bulgares par des oligarques proches du pouvoir.
Le 17 mars 2022 au soir, Borissov est interpellé chez lui par la police, tout comme son ancien ministre des Finances Vladislav Goranov, l'ex-présidente de la commission du budget Menda Stoïanova et sa conseillère en communication. La police agissait sur ordre du ministre de l'Intérieur, dans une opération policière contournant le ministère public et conduite par les procureurs du Parquet européen nouvellement rentré en fonction, et présidé par Laura Codruța Kövesi. Le Premier ministre Kiril Petkov s'est félicité de son arrestation. Une manifestation spontanée de soutien au GERB a eu lieu. Le ministère public, dirigé par le procureur général Ivan Guechev, les relâche le lendemain, ne trouvant aucune charge contre eux.